# بيوتي لاند
بيوتي لاند هي رواية لماري هيلين برتينو، نشرت في 16 يناير 2024 عن دار فارار وستراوس وجيرو.

## ملخص
تتبع الرواية أدينا، التي ترسلها كائنات فضائية قبل ولادتها لمعرفة ما إذا كان بإمكانهم العيش على الأرض وإبلاغهم عبر جهاز فاكس. يبدأ الكتاب بميلاد أدينا الذي حدث في عام 1977 عندما أطلق المسبار فوييجر 1.

## الاستقبال
وفقًا لمجمع مراجعة الكتب عبر الإنترنت، Book Marks، تلقت الرواية آراء رائعة من النقاد. ألكسندرا جاكوبس من نيويورك تايمز وصفت الرواية بأنها "مذهلة" وإن الرواية "ترفض الاستسلام للعاطفة أو الصدفة أو فكرة أن كل شيء يعمل لسبب ما". وصف مايكل شواب الذي يكتب لصحيفة بوسطن غلوب بأنها "تحفة متلألئة من مؤلف يتمتع بموهبة لا مثيل لها". وقال المؤلف هيلاري ليختر "بيرتينو تستغل رهبة معينة من الحنين مألوفة لدى جيل من الأطفال الذين نشأوا في كارل ساجان والقباب السماوية القابلة للنفخ في غرفة الطعام" ووصف ملاحظات بطل الرواية بأنها "مذهلة وعادية وأحيانًا كليهما".